# Deportes ecuestres en los Juegos Olímpicos de Seúl 1988
Los deportes ecuestres en los Juegos Olímpicos de Seúl 1988 se realizaron en el Parque Ecuestre de Seúl de Seúl del 19 de septiembre al 2 de octubre de 1988.
En total se disputaron en este deporte seis pruebas diferentes en las disciplinas de doma, salto de obstáculos y concurso completo, en las categorías individual y por equipos. El programa de competiciones se mantuvo como en la edición pasada.

## Medallistas
| Evento                                                         | Oro | Plata | Bronce |
| -------------------------------------------------------------- | --- | --- | --- |
| Doma individual (27 de septiembre)                             | Nicole Uphoff · (Rembrandt) · Alemania Occidental · 1521 pts. | Margit Otto-Crépin · (Corlandus) · Francia · 1462 pts.                                                                                                | Christine Stückelberger · (Gauguin de Lully CH) · Suiza · 1417 pts.                                                                               |
| Doma por equipos (24-25 de septiembre)                         | Reiner Klimke · (Ahlerich) · Ann-Kathrin Linsenhoff · (Courage) · Monica Theodorescu · (Ganimedes) · Nicole Uphoff · (Rembrandt) · Alemania Occidental · 4302       | Otto Hofer · (Andiamo) · Christine Stückelberger · (Gauguin de Lully CH) · Daniel Ramseier · (Random) · Samuel Schatzmann · (Rochus) · Suiza · 4164   | Cynthia Ishoy · (Dynasty) · Eva-Maria Pracht · (Emirage) · Gina Smith · (Malte) · Ashley Nicoll · (Reipo) · Canadá · 3969                         |
| Salto de obstáculos individual (26 de septiembre-2 de octubre) | Pierre Durand · (Jappeloup) · Francia · 1,25 | Gregory Best · (Gem Twist) · Estados Unidos · 4,00 (45,70 s)                                                                                          | Karsten Huck · (Nepomuk 8) · Alemania Occidental · 4,00 (54,75 s)                                                                                 |
| Salto de obstáculos por equipos (28 de septiembre)             | Ludger Beerbaum · (The Freak) · Wolfgang Brinkmann · (Pedro) · Dirk Hafemeister · (Orchidee 76) · Franke Sloothaak · (Walzerkönig 19) · Alemania Occidental · 17,25 | Gregory Best · (Gem Twist) · Lisa Ann Jacquin · (For the Moment) · Anne Kursinski · (Starman) · Joseph Fargis · (Mill Pearl) · Estados Unidos · 20,50 | Hubert Bourdy · (Morgat) · Frédéric Cottier · (Flambeau C) · Michel Robert · (La Fayette) · Pierre Durand · (Jappeloup) · Francia · 27,50         |
| Concurso completo individual (19-22 de septiembre)             | Mark Todd · (Charisma) · Nueva Zelanda · 42,60 | Ian Stark · (Sir Wattie) · Reino Unido · 52,80 | Virginia Leng · (Master Craftsman) · Reino Unido · 62,00                                                                                          |
| Concurso completo por equipos (19-22 de septiembre)            | Claus Erhorn · (Justyn Thyme) · Matthias Baumann · (Shamrock 11) · Thies Kaspareit · (Sherry 42) · Ralf Ehrenbrink · (Uncle Todd) · Alemania Occidental · 225,95    | Mark Phillips · (Cartier) · Karen Straker · (Get Smart) · Virginia Leng · (Master Craftsman) · Ian Stark · (Sir Wattie) · Reino Unido · 256,80        | Mark Todd · (Charisma) · Margaret Knighton · (Enterprise) · Andrew Bennie · (Grayshott) · Judith Pottinger · (Volunteer) · Nueva Zelanda · 271,20 |

## Medallero
| Núm. | País                | Oro | Plata | Bronce | Total |
| ---- | ------------------- | --- | ----- | ------ | ----- |
| 1    | Alemania Occidental | 4   | 0     | 1      | 5     |
| 2    | Francia             | 1   | 1     | 1      | 3     |
| 3    | Nueva Zelanda       | 1   | 0     | 1      | 2     |
| 4    | Reino Unido         | 0   | 2     | 1      | 3     |
| 5    | Estados Unidos      | 0   | 2     | 0      | 2     |
| 6    | Suiza               | 0   | 1     | 1      | 2     |
| 7    | Canadá              | 0   | 0     | 1      | 1     |
|      | TOTAL               | 6   | 6     | 6      | 18    |